# 전국중점문물보호단위

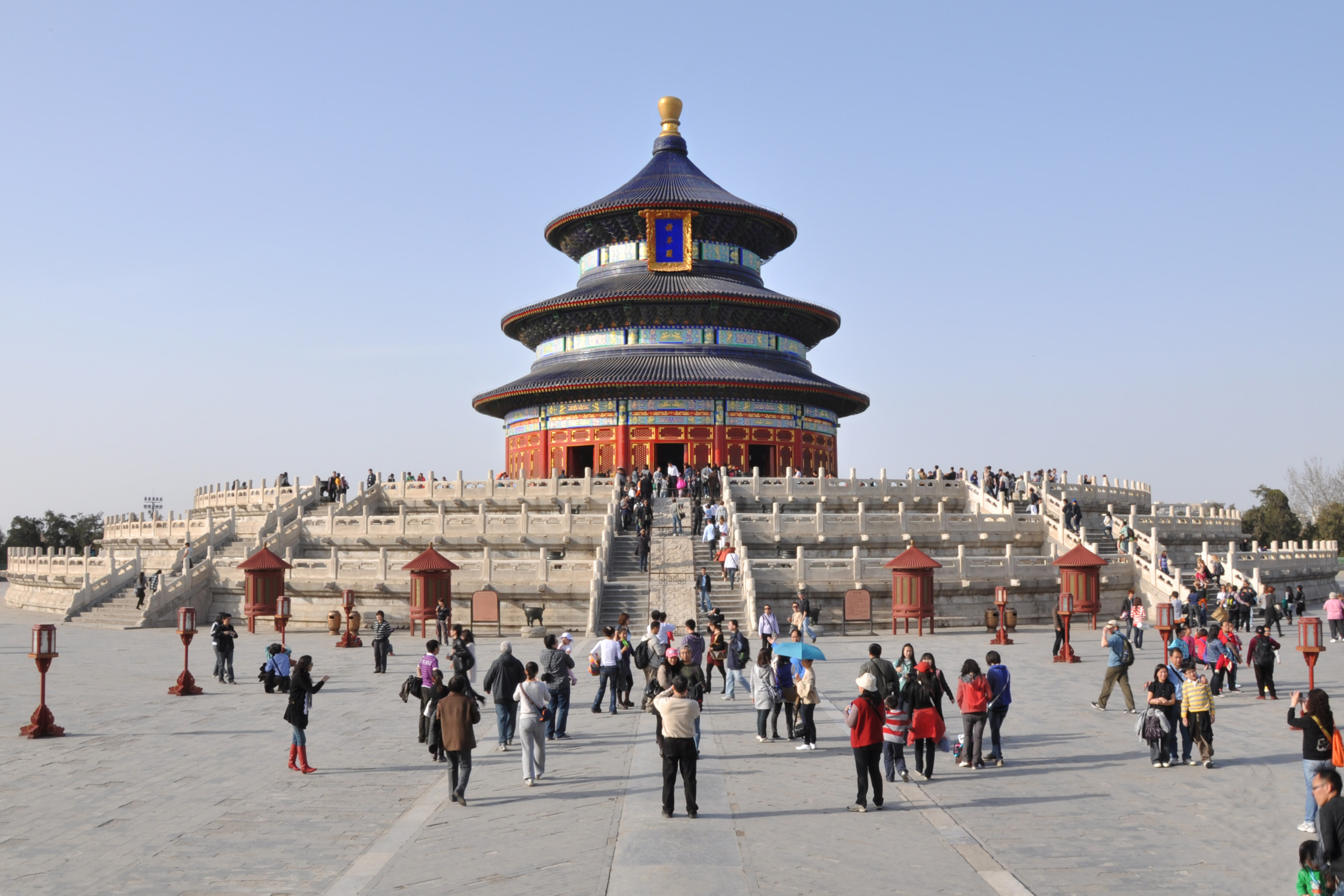

전국중점문물보호단위(중국어: 全国重点文物保护单位)는 중화인민공화국 국무원이 제정한 문화유산 보호제도 가운데 국가급의 문화유산에 대해서 제정되는 명칭이다. 현재 1271건이 나열되어 있다. 1961년부터 5차에 걸쳐서 공포되었다.

## 종류
중국의 문화유산 보호제도는 주로 다음의 세 항목 중의 하나로 지정된다.
- 문물보호단위(문화재 보호): 국가급, 성급, 현급의 세 단계가 있고, 특히 국가급의 것을 「전국중점문물보호단위」라고 한다.
- 역사문화도시: 국가급, 성급의 두 단계가 있고, 특히 국가급의 것을 「국가역사문화도시(국가역사문화명성)」라고 한다.
- 역사문화지구: 국가급, 성급의 두 단계가 있고, 특히 국가급의 것을 「중국역사문화지구」(중국역사문화명진) 및 「중국역사문화촌(중국역사문화명촌)」이라고 한다.
- 풍경명승구: 국가급, 성급의 두 단계가 있고, 특히 국가급의 것을 「국가중점풍경명승구」라고 한다.

## 같이 보기
- 중국국가5A급여유경구
- 국가중점풍경명승구
- 국가역사문화명성
- 중국역사문화명진